# Dypsis ankirindro
Espèce
Statut de conservation UICN

 NT  : Quasi menacé
Dypsis ankirindro est une espèce de palmiers (Arecaceae), endémique de Madagascar.  En 2012 elle est considérée par l'IUCN comme une espèce quasi-menacée d'extinction. 